# Biezenveld Reynhove
Biezenveld Reynhove is een natuurlijke waterzuivering in Soest in de provincie Utrecht. Het veld vangt water op en zuivert regen- en rioolwater. Het natuurgebied van 16.000 m² is te zien aan de oostzijde van de Peter van den Breemerweg, net buiten Soest. Het veld is gemeentelijk bezit en is niet toegankelijk voor publiek.

## Functie
Na hevige regenbuien wordt het teveel aan regenwater dat de Eng afstroomt opgevangen in het Biezenveld. Het gebied heeft een inhoud van 5.000 m³, en kan maximaal 10.000 m³ bergen. Ook het rioolwater van Soesterberg wordt hier op natuurlijke manier gezuiverd. Doordat de bies met andere onderwaterplanten zuurstof in het water brengt wordt de groei van micro-organismen bevorderd en daarmee de zuiverende werking van het helofytenfilter. Nadat de biezen het water op een natuurlijke manier hebben gezuiverd door het weghalen van voedingsstoffen wordt het via de Kloostergracht geloosd op de Eem. Om de functie instand te kunnen houden wordt er eens in de tien jaar gebaggerd.
Ook aan de rand van de jonge wijk Boerenstreek in Soest is een biezenveld aangelegd ter verbetering van de waterkwaliteit.

## Flora en Fauna
In 1995 werd Reynhove aangelegd, in 2007 en 2011 volgden uitbreidingen voor de ontwikkeling van flora en fauna. De mattenbies (Scirpus lacustris) leeft in waterdieptes tot 2,00 meter. In en op het water zijn watervogels als watersnippen en zwarte zwanen te vinden. Ook de gekraagde roodstaart, de rietgors, de braamsluiper, raaf en buizerd worden aangetroffen. Eind 2007 is er een speciale ijsvogelwand aangelegd om te broeden. Om het veld groeien meidoornhagen en bomen.

## Naam
Reynhove verwijst waarschijnlijk naar de historische avonturenroman De lotgevallen van Ferdinand Huyck van Jacob van Lennep. Op zijn reis van Italië naar Amsterdam deed Ferdinand Huyck de Herberg De Drie Ringen in Oud Soest aan. Op zijn verdere reis is iemand met de naam Reynhove zijn reisgenoot.